# Федерация киберспорта Украины
Федерация киберспорта Украины (сокр. UESF, ФКУ; укр. Федерація кіберспорту України) — украинская общественная организация, созданная для популяризации и развития киберспорта на Украине.
В 2020 году UESF добилась официального признания киберспорта видом спорта на Украине, а в 2021 получила статус национальной федерации. С 2019 года регулярно проводит чемпионаты Украины по киберспорту.

## Описание
Федерация является общественной организацией, созданной в 2017 году для популяризации и развития компьютерного спорта в Украине. UESF является официальным членом Международной федерации киберспорта (IESF), Global Esports Federation (GEF), Esports Europe Federation (EEF) и других киберспортивных федераций. У Федерации есть региональные представительства в 23 областях Украины.
Основными целями и задачами ФКУ считают создание полноценной инфраструктуры массового киберспорта по всей территории Украины, создание региональных и всеукраинских лиг, создание киберспортивной школы для будущих профессиональных игроков, тренеров, комментаторов, аналитиков и стримеров и другое.

## Деятельность
За 2017—2021 годы UESF провела более 330 региональных, национальных и международных турниров, в которых приняло участие более 40 тысяч игроков.
7 сентября 2020 года Федерация добилась официального признания киберспорта видом спорта на Украине.
21 июля 2021 года UESF получила статус национальной федерации, который дал ей возможность проводить официальные соревнования, запускать образовательные программы, присваивать звания и разряды спортсменам.
В 2019 году Федерация провела чемпионат Украины по киберспорту по CS:GO и Dota 2 с призовым фондом в 1 млн гривен.
С декабря 2020 года по март 2021 года провели Кубок Украины по киберспорту с призовым в 250 000 гривен.
С июля по ноябрь 2021 года проходил первый Чемпионат Украины по киберспорту после официального признания киберспорта. Призовой фонд турнира составил 1,5 млн гривен, 250 тысяч из которых были разыграны между зрителями, а финал проходил на арене WePlay Esports Arena Kyiv. В дисциплине CS:GO победила команда с тегом «?», а в дисциплине Dota 2 – Burning Fire Squad.
Федерация постоянно внедряет социальные проекты, среди которых турниры для людей с инвалидностью, помощь детям-сиротам, помогает в разработке и внедрении образовательных программ для школ и высших учебных заведений.

### Чёрный список
4 августа 2023 года UESF внесла в чёрный список четырёх украинских киберспортсменов из команды Team Spirit (Илью «Yatoro» Мулярчука и Мирослава «Mira» Колпакова из состава по Dota 2 и Мирослава «zont1x» Плахотю и Игоря «w0nderful» Жданова из состава по CS:GO) а также Захара «Polbandana» Силедчика из-за игры с россиянами в одной команде.
Последствия включения спортсменов в черный список неизвестны. UESF может запретить им участвовать в турнирах на территории Украины, выступать за национальную команду и не будет помогать с выездом за границу.

## Руководство
По состоянию на июнь 2025 года:
| Имя                | Должность                       |
| ------------------ | ------------------------------- |
| Андрей Грищенко    | Исполнительный директор         |
| Евгений Золотарёв  | Генеральный директор NaVi       |
| Алексей Кучеров    | Операционный директор NaVi      |
| Андрей Городенский | Главный тренер NaVi             |
| Михаил Зверев      | Комментатор и аналитик Maincast |
| Виталий Волочай    | Соучредитель Maincast           |